# Bernd Marquardt
Bernd Marquardt (nacido en 1966, Alemania) es un profesor titular de historia del Derecho vinculado a la Facultad de Derecho, Ciencias Políticas y Sociales de la Universidad Nacional de Colombia desde el 2006. Es director del centro de investigación Constitucionalismo Comparado - CC, adscrito al Instituto Unidad de Investigaciones Jurídico-Sociales Gerardo Molina, Unijus, y es el director del doctorado de la misma Universidad. Adicionalmente, se desempeña como Privatdozent en la Universidad de San Galo desde 2003, ha sido profesor visitante en la Universidad de los Andes (Colombia), teaching fellow en la Johannes Kepler University Linz, y ha realizado una estancia de investigación en el Instituto Max Planck. Sus intereses de investigación incluyen el Derecho Constitucional Comparado, Derecho e Historia Constitucional, Teoría e Historia del Estado Moderno, Derecho e historia medioambiental.
Cursó sus estudios de pregrado en Diplom-Verwaltungswirt (FH) (1989), se graduó como jurista de la Universidad de Gotinga (1995) y doctor en Derecho "Summa cum laude" de la Universidad de San Galo (1999), donde realizó un postdoctorado (2000) y obtuvo la Habilitación cetroeuropea (2003).

## Algunas publicaciones
- Historia Constitucional Comparada de Iberoamérica (Grupo Editorial Ibáñez, 2016).
- Derechos humanos y fundamentales, Una historia del derecho ¿Valores universales o hegemonía moral de occidente? (Grupo Editorial Ibáñez, 2015).
- Historia Mundial del Estado (tomo 1, Temis, 2012; tomo 2, Temis, 2013; tomo 3, Temis, 2014; tomo 4, ECOE Ediciones, 2014). Versiones anteriores (3 tomos, La Carreta Editores, 2009)
- Los dos siglos del Estado constitucional en América Latina (1810-2010) (tomo 1 y 2, Universidad Nacional de Colombia, 2011).
- Universalgeschichte des Staates, Von der vorstaatlichen Gesellschaft zum Staat der Industriegesellschaft (tomo 3 de la colección Der Europäische Sonderweg, Lit Verlag, 2009).
- La revolución industrial en Europa y América Latina, Interpretaciones ecohistóricas desde la perspectiva de la Teoría de los Sistemas de Energía y del Metabolismo (Universidad Nacional de Colombia, 2009, en coautoría con Rolf Peter Sieferle).
- Staat, Demokratie und Verfassung in Hispano-Amerika seit 1810 (Universidad Nacional de Colombia, 2008).
- Die alte Eigenossenschaft und das Heilige Römische Reich (1350-1798): Staatsbildung, Souveränität und Sonderstatus am alteuropäischen Alpenrand (Dike & Nomos Verlag, 2007).
- Staatsbildung, Geschichte einer Dreifachrevolution (tomo 14 de la colección Der europäische Sonderweg, Stuttgart, Ed. Breuninger, 2006).
- Die ‹Europäische Union› des vorindustriellen Zeitalters, Vom Universalreich zur Respublica Christiana des Jus Publicum Europaeum (800-1800) (tomo 10 de la colección St. Galler Schriften zur Rechtswissenschaft, Zúrich, Ed. Schulthess Verlag, 2005).
- Umwelt und Recht in Mitteleuropa, Von den grossen Rodungen des Hochmittelalters bis ins 21. Jahrhundert (tomo 51 de la colección Zürcher Studien zur Rechtsgeschichte, 2003).
- Das Römisch-Deutsche Reich als Segmentäres Verfassungssystem (1348 - 1806/ 48), Versuch zu einer neuen Verfassungstheorie auf der Grundlage der Lokalen Herrschaften (tomo 39 de la colección Zürcher Studien zur Rechtsgeschichte, Ed. Schulthess Verlag, 1999).